# Sören Christian Fuglsang
Sören Christian Fuglsang (* 27. Oktober 1815 in Örstedt; † 31. Januar 1904 in Alt-Hadersleben) war ein deutsch-dänischer Landwirt und Brauereibesitzer.

## Leben
Sören Christian Fuglsang war als Mitglied der Familie Fuglsang ein Sohn von Hans Christian Fuglsang (* 21. November 1787 in Hadersleben; † 11. September 1856 in Middelfart) und dessen Ehefrau Mette Nicoline, geborene Hoirup (* 25. März 1778 in Kopenhagen; † 21. April 1846 in Schottburg). Der Vater arbeitete als Lehrer in Örstedt und ab 1817 in Skodborg. Die Mutter war eine Tochter des Pastoren Søren Hoirup (1743–1824) und dessen Ehefrau Birgitte Christine, geborene Lund (1746–1815).
Fuglsang verbrachte die Kindheit in Skodborg in einer Familie, die stark von der Mutter geprägt war und in der Hochdänisch gesprochen wurde. Da seine Eltern vorgesehen hatten, dass ihr Sohn Lehrer werden sollte, unterrichtete ihn der Vater in deutscher Sprache. Fuglsang zeigte jedoch offensichtlich keinen Willen, diesen Beruf zu ergreifen. Nach der Konfirmation 1831 begann er eine landwirtschaftliche Ausbildung in Drenderupgaard. Es handelte sich um einen rund 200 Hektar großen Stammhof des Guts Drenderup, der 1793 parzelliert worden war. Der gebürtige Hamburger Conrad Vogel (1793–1879) hatte das Anwesen während der Agrarkrise 1827 gekauft.
Fuglsang wurde später der Verwalter von Drenderupgaard und Teil des deutschen Kulturkreises. Während der Schleswig-Holsteinischen Erhebung unterstützte er die deutschgesinnten Schleswig-Holsteiner und geriet so in einen Konflikt mit seinem Vater, der auf dänischer Seite stand. 1847 erhielt er 50 Hektar Land, die vom Haupthof abgetrennt wurden. Im Folgejahr ließ er dort den Hof Drenderup Nygaard errichten. Er eröffnete erfolgreich eine Brennerei, Malzdarre und eine Ziegelei und gründete den Landwirtschaftlichen Verein für das nördliche Schleswig mit.
Während des Deutsch-Dänischen Krieges stellte sich Fuglsang auf Seiten der Deutschen. Als nach dem Vorfrieden am 1. August abzusehen war, dass mehrere Kirchspiele Schleswigs im Bereich von Kolding gegen jütische Enklaven im Herzogtum Schleswig getauscht und an Dänemark gehen sollten, unterzeichneten Fuglsang und Vogel am 21. August 1864 als erste Personen eine Eingabe, die sie wahrscheinlich selbst verfasst hatten. Darin forderten rund zwanzig der größeren Hofbesitzer der betroffenen Region von der Obersten Zivilbehörde für das Herzogtum Schleswig, dass nicht nur die kleine Zahl von Einwohnern durch diesen Tausch schwer belastet werden solle. Stattdessen sollte die gesamte Bevölkerung der Herzogtümer eine Geldentschädigung leisten, mit der die Enklaven gekauft werden könnten.
Als gewähltes Mitglied einer Kommission ging Fuglsang nach Berlin, wo er erfolglos Otto von Bismarck den Vorschlag und die Anliegen der Betroffenen erläuterte. Nach dem Friedensschluss von Wien ging unter anderem das Kirchspiel Öddis mit Drenderupgaard von Schleswig an Dänemark. Fuglsang trennte sich noch im selben Jahr von dem Anwesen und kaufte zwei Höfe in Alt-Hadersleben, wohin er seinen Wohnsitz verlegte. Er hatte Probleme mit dem wirtschaftlichen Neubeginn und eine kränkliche Ehefrau, die oft Kurbesuch unternehmen musste.
Einer der von Fuglsang erworbenen Höfe verfügte eine Brauerei, die wahrscheinlich nur für den Hausbedarf vorgesehen war. Da in Hadersleben keine moderne Brauerei existierte, die „bayrisches“, also untergäriges, lagerungsfähiges und transportables Bier produzierte, eröffnete Fuglsang 1865 ohne Fachkenntnisse ein entsprechendes Unternehmen. Er bekam schnell Probleme aufgrund eines unzuverlässigen angestellten Braumeisters und der sich verschlechternden wirtschaftlichen Situation Haderslebens. Gewinne erwirtschaftete er erst, als er seine Söhne, die eine Ausbildung zum Brauer durchlaufen hatten, in das Unternehmen aufnahm.
1879 eröffnete Fuglsang eine eigene kleine Mälzerei. 1893 übertrug er seine Brauerei Fuglsang an seine Söhne und lebte fortan als Privatmann.

## Familie
Fuglsang heiratete 1849 in Drenderupgaard Mathilde Johanne Christine Thorsager Borden (* 23. August 1831 in Kolding; † 20. Januar 1889 in Alt-Hadersleben). Sie war eine Nichte der Frau von Conrad Vogel, die auf Drenderupgaard aufgewachsen war. Ihr Vater Nils Borgen (1785–1831) arbeitete als Schlossgärtner in Kolding und war verheiratet mit Mathilde, geborene Warberg (1795–1831).
Das Ehepaar Fuglsang hatte eine Tochter und fünf Söhne.
- Der Sohn Conrad (1850–1932) arbeitete als Brauer in Mülheim an der Ruhr.
- Sophus Fuglsang führte das Unternehmen seines Vaters fort.
- Christian Fuglsang arbeitete ebenfalls in Nachfolge seines Vaters.
- Die Tochter Catharine (1861–1947) heiratete den Wasserbauingenieur Hubert Engels.
- Der Sohn Clausen (1865–1936) arbeitete als Brauer in Husum. Seine Husumer Brauerei wurde nach dem Zweiten Weltkrieg von der Flensburger Brauerei übernommen.